# Olympische Winterspiele 1972/Eisschnelllauf – 10.000 m (Männer)
Die 10.000 m im Eisschnelllauf der Männer bei den Olympischen Winterspielen 1972 wurden am 7. Februar 1972 im Makomanai-Stadion ausgetragen. Olympiasieger wurde der Niederländer Ard Schenk mit einer Olympiarekordzeit von 15:01,35 Minuten. Die Silbermedaille gewann Kees Verkerk aus den Niederlanden, Bronze ging an Sten Stensen aus Norwegen.

## Bestehende Rekorde
| Weltrekord         | Ard Schenk ( Niederlande) | 14:55,9 min | Inzell   | 14. März 1971    |
| Olympischer Rekord | Johnny Höglin ( Schweden) | 15:23,6 min | Grenoble | 17. Februar 1968 |

## Ergebnisse
| Rang | Paar | Bahn | Athlet                | Nation                 | Zeit (min) |
| ---- | ---- | ---- | --------------------- | ---------------------- | ---------- |
| 001  | 12   | A    | Ard Schenk            | Niederlande            | 15:01,35   |
| 002  | 4    | I    | Kees Verkerk          | Niederlande            | 15:04,70   |
| 003  | 2    | A    | Sten Stensen          | Norwegen               | 15:07,08   |
| 004  | 11   | A    | Jan Bols              | Niederlande            | 15:17,99   |
| 005  | 1    | A    | Waleri Lawruschkin    | Sowjetunion            | 15:20,08   |
| 006  | 2    | I    | Göran Claeson         | Schweden               | 15:30,19   |
| 007  | 5    | I    | Kimmo Koskinen        | Finnland               | 15:38,87   |
| 008  | 6    | A    | Gerhard Zimmermann    | BR Deutschland         | 15:43,92   |
| 009  | 6    | I    | Dan Carroll           | Vereinigte Staaten     | 15:44,41   |
| 010  | 7    | A    | Kiyomi Itō            | Japan                  | 15:48,17   |
| 011  | 10   | I    | Per Willy Guttormsen  | Norwegen               | 15:48,71   |
| 012  | 5    | A    | Osamu Naito           | Japan                  | 15:52,93   |
| 013  | 11   | I    | Dag Fornæss           | Norwegen               | 15:53,33   |
| 014  | 1    | I    | Kevin Sirois          | Kanada                 | 15:58,61   |
| 015  | 12   | I    | Örjan Sandler         | Schweden               | 16:04,90   |
| 016  | 3    | A    | Bruno Toniolli        | Italien                | 16:14,52   |
| 017  | 7    | I    | Giancarlo Gloder      | Italien                | 16:21,42   |
| 018  | 4    | A    | Colin Coates          | Australien             | 16:29,94   |
| 019  | 8    | I    | Jouko Salakka         | Finnland               | 16:35,64   |
| 020  | 3    | I    | David Hampton         | Vereinigtes Königreich | 16:39,01   |
| 021  | 9    | A    | Clark King            | Vereinigte Staaten     | 16:39,82   |
| 022  | 8    | A    | Richard Tourne        | Frankreich             | 16:48,70   |
| 023  | 10   | A    | John Blewitt          | Vereinigtes Königreich | 16:51,50   |
| 024  | 9    | I    | Luwsanscharawyn Tsend | Mongolei               | 17:15,34   |